# Дьяконов, Николай Михайлович
Николай Михайлович Дья́конов (1911—1982) — советский драматург и актёр, театральный режиссёр. Лауреат Сталинской премии третьей степени (1951). Народный артист Коми АССР (1945). Заслуженный артист РСФСР (1951).

## Биография
Родился 28 марта (10 апреля) 1911 года в селе Усть-Вымь (ныне Республика Коми) в бедной крестьянской семье. В 1929—1932 годах работал лесорубом и актёром передвижного театра. В 1936 году окончил Ленинградское театральное училище. В 1936—1945 годах был актёром и режиссёром национального театра Коми АССР; с 1945 года — его художественный руководитель. Член ВКП(б) с 1941 года.

## Творчество
Литературной деятельностью стал заниматься с 1937 года. Член СП СССР с 1937 года. В довоенные годы в соавторстве с С. И. Ермолиным были написаны пьесы «Глубокая запань», «Вороны», «Домна Каликова», «Мужество». После окончания Второй мировой войны огромный успех автору принесла пьеса «Свадьба» (1949), известная в переводе А. Г. Глебова под названием «Свадьба с приданым» (1950). Её постановка в Московском театре сатиры была удостоена Сталинской премии третьей степени (1951).
Автором также написаны пьесы:
- «В дни войны»
- «Герой»
- «Три богатыря»
- «За здоровье Васеньки»
- «Вычегодский букет»
- «Нива — Нивушка»
- «Квартет Курочкина» (1962)
- «Золотой медальон» (1971)

## Награды и премии
- Сталинская премия третьей степени (1951) — за пьесу «Свадьба с приданым» (1950)
- два ордена «Знак Почёта»
- медали
- заслуженный артист РСФСР (1951)
- народный артист Коми АССР (1945)